# روبرت إيفانز (سياسي بريطاني)
روبرت إيفانز (بالإنجليزية: Robert Evans)‏ هو سياسي بريطاني، ولد في 23 أكتوبر 1956 في المملكة المتحدة. حزبياً، نشط في حزب العمال.

## مناصب
- في انتخابات البرلمان الأوروبي 1994، انتخب عضو في البرلمان الأوروبي عن دائرة London North West (European Parliament constituency) [الإنجليزية]‏ لترشحه ضمن قائمة حزب العمال، وقد انضم خلال فترته النيابية (19 يوليو 1994 – 19 يوليو 1999) للكتلة البرلمانية التحالف التقدمي للاشتراكيين والديمقراطيين.
- في انتخابات البرلمان الأوروبي 1999، انتخب عضو في البرلمان الأوروبي عن دائرة لندن [الإنجليزية]‏ لترشحه ضمن قائمة حزب العمال، وقد انضم خلال فترته النيابية (20 يوليو 1999 – 19 يوليو 2004) للكتلة البرلمانية التحالف التقدمي للاشتراكيين والديمقراطيين.
- في انتخابات البرلمان الأوروبي 2004، انتخب عضو في البرلمان الأوروبي عن دائرة Wales (European Parliament constituency) [الإنجليزية]‏ لترشحه ضمن قائمة حزب العمال، وقد انضم خلال فترته النيابية (20 يوليو 2004 – 13 يوليو 2009) للكتلة البرلمانية التحالف التقدمي للاشتراكيين والديمقراطيين.
- انتخب عضو في البرلمان الأوروبي (9 يونيو 1994 – 10 يونيو 2009).

## وصلات خارجية
- الموقع الرسمي